# Ange N'Guessan
Koko Ange Mariette Christelle N'Guessan (Abiyán, Costa de Marfil, 18 de noviembre de 1990) es una futbolista marfileña. Juega de extremo y su equipo actual es el Al-Ula de la Saudi Women's Premier League. Es internacional absoluta por la selección de Costa de Marfil, y jugó la Copa Mundial Femenina de Fútbol de 2015.
Luego de su actuación en la cita mundial de 2015, y anotar un gol en la derrota por 3-1 ante Noruega, N'Guessan fichó por el Gintra Universitetas de Lituania. Luego jugó por el Anorthosis Famagusta de Chipre, donde anotó 17 goles en 13 encuentros de liga. En agosto de 2016 fichó por el FC Barcelona de España.

## Clubes
| Club                 | País            | Año       |
| -------------------- | --------------- | --------- |
| Omness de Dabou      | Costa de Marfil | ??        |
| Gintra Universitetas | Lituania        | 2015      |
| Anorthosis Famagusta | Chipre          | 2015-16   |
| FC Barcelona         | España          | 2016-17   |
| UD Tenerife          | España          | 2017-24   |
| Al-Ula               | Arabia Saudita  | 2025-act. |

## Estadísticas
Actualizado al último partido disputado el 15 de noviembre de 2020 (Incompleto).
| Gintra Universitetas · Lituania                                                                        |            |    |   |   |   |   |   |    |   |
| 1.ª | 201        | ?  | ? | ? | ? | 3 | 1 | 3  | 1 |
| Total club                                                                                             | Total club | 0  | 0 | 0 | 0 | 3 | 1 | 3  | 1 |
| FC Barcelona · España                                                                                  |            |    |   |   |   |   |   |    |   |
| 1.ª | 201        | ?  | ? | ? | ? | 2 | 1 | 2  | 1 |
| Total club                                                                                             | Total club | 0  | 0 | 0 | 0 | 2 | 1 | 2  | 1 |
| Granadilla Tenerife · España                                                                           |            |    |   |   |   |   |   |    |   |
| 1.ª | 2017-18    | 25 | 2 | 0 | 0 | 0 | 0 | 25 | 2 |
| 1.ª | 2018-19    | 30 | 4 | 4 | 1 | 0 | 0 | 34 | 5 |
| 1.ª | 2019-20    | 8  | 1 | 1 | 0 | 0 | 0 | 9  | 1 |
| 1.ª | 2020-21    | 8  | 0 | 0 | 0 | 0 | 0 | 8  | 0 |
| Total club                                                                                             | Total club | 71 | 7 | 5 | 1 | 0 | 0 | 76 | 8 |
| (1) Incluye datos de la Copa de la Reina (2) Incluye datos de la Liga de Campeones Femenina de la UEFA |            |    |   |   |   |   |   |    |   |

## Palmarés

### Títulos nacionales
| Título           | Club                 | País     | Año  |
| ---------------- | -------------------- | -------- | ---- |
| A lyga           | Gintra Universitetas | Lituania | 2015 |
| Copa de la Reina | FC Barcelona         | España   | 2017 |